# عقد 1250 هـ
عقد 1250 هـ هو الفترة بين عام 1250 إلى 1259 في التقويم الهجري، أي العشر سنوات السادسة من القرن الثالث عشر الهجري.